# 大阪市立五条小学校
大阪市立五条小学校（おおさかしりつ ごじょう しょうがっこう）は、大阪府大阪市天王寺区にある公立小学校。

## 概要
天王寺区の中部、大阪上本町駅南側から四天王寺北東にかけての地域を校区とする。大阪市内の公立校で、進学熱が高い学校として知られている。
古代の難波宮の条坊制で、北から五番目の筋が学校付近を通過していたことが、校名の「五条」の由来となっている。
校区内にある大阪警察病院に院内学級（分校）を設置し、同病院に入院中の児童への教育をおこなっている。同校の院内学級は、大阪市立小学校としては2番目に設置されたものでもある。

## 沿革
大正時代に設置された大阪市天王寺第五尋常小学校・大阪市天王寺第六尋常小学校の2校が、学校の起源となっている。
大阪市天王寺第五尋常小学校は、従来の大阪市天王寺第一尋常小学校（現在の大阪市立天王寺小学校）および大阪市天王寺第四尋常小学校（現在の大阪市立聖和小学校）の校区を再編し、1913年4月14日に現在の五条小学校の場所に設立された。
また1920年5月26日には、南区天王寺北山町5455番地・5459番地（現在の大阪市立天王寺図書館の場所）に大阪市天王寺第六尋常小学校が設立された。天王寺第六尋常小学校は、天王寺第二尋常小学校（現在の大阪市立大江小学校）および天王寺第五尋常小学校の校区を再編して設置された。
その後1923年には、天王寺第五・天王寺第六の2校の校区の一部を分離再編し、大阪市天王寺第八尋常小学校（現在の大阪市立桃陽小学校）が開校している。
1934年の室戸台風では、天王寺第五小学校で校舎が倒壊し、児童や教職員ら9人が死亡し75人が重軽傷を負う大きな被害を受けている。
1939年には天王寺地域（旧東成郡天王寺村のうち1897年に大阪市に分離編入された地域。現在の天王寺区中部～南部および浪速区東部）の小学校で、従来の創立番号順の校名をやめて地名などを取り入れた名称に変更した。その際に天王寺第五小学校は「五条（五條）尋常小学校」、天王寺第六小学校は「桃丘（桃ヶ丘）尋常小学校」と改称した。
桃丘小学校の名称は、かつて地域一帯に桃畑が広がっていたことで、地域が「桃山」と呼ばれていたことに由来している。当初は「桃山小学校」の名称を希望したが、地域内のほかの小学校とのかねあいもあり、桃丘小学校の名称が採用された。
1941年の国民学校令により、五条国民学校・桃丘国民学校へと改称している。
太平洋戦争の戦局悪化により、1944年から1945年にかけて五条国民学校は奈良県吉野郡吉野町へ、桃丘国民学校は大阪府中河内郡縄手村（現在の東大阪市）へ集団疎開を実施している。
1945年の大阪大空襲では校舎や校区に被害を受けている。そのため終戦直後の1946年には桃丘国民学校を休校とし五条国民学校に統合している。
桃丘小学校は校舎を占領軍に接収された。接収解除ののち、大阪市立都島工業専門学校（大阪市立大学工学部の前身）や大阪市立高津中学校（現在の大阪市立夕陽丘中学校。現高津中学校とは別）の仮校舎として使用された。その後1955年には旧桃丘小学校跡に五条小学校の分校を設置したが、分校は1982年に廃止されている。
桃丘小学校跡地には1986年、大阪市立天王寺図書館が開館（天王寺公園内の旧館から移転開館）した。

### 年表
- 1913年4月14日 - 大阪市天王寺第五尋常小学校（五条小学校）が創立。
- 1920年5月26日 - 大阪市天王寺第六尋常小学校（桃丘小学校）が創立。
- 1923年2月 - 従来の校区の一部を、新設の大阪市天王寺第八尋常小学校（現在の大阪市立桃陽小学校）校区へ分離。
- 1939年4月1日 - 大阪市五条尋常高等小学校、大阪市桃丘尋常小学校にそれぞれ改称。
- 1941年 - 国民学校令により、大阪市五条国民学校、大阪市桃丘国民学校にそれぞれ改称。
- 1944年 - 集団疎開を実施。
- 1945年3月13日 - 第一次大阪大空襲で五条国民学校被災。
- 1945年3月31日 - 五条校の高等科を廃止。
- 1945年6月15日 - 第四次大阪大空襲により桃丘国民学校被災。
- 1946年4月1日 - 桃丘国民学校を休校（のち正式廃校）し、大阪市五条国民学校に合併。
- 1947年 - 学制改革により、大阪市立五条小学校と改称。
- 1955年4月1日 - 旧桃丘小学校跡に分校を設置。
- 1971年 - 大阪警察病院小児科病棟内に院内学級を開設（大阪市で2番目の開設）。
- 1982年3月31日 - 分校を廃止。本校へ統合。

## 通学区域
- 大阪市天王寺区 上之宮町、松ヶ鼻町、北山町、小宮町、真法院町、石ヶ辻町、鳥ヶ辻1丁目の全域。
- 大阪市天王寺区 勝山1丁目、烏ヶ辻2丁目、四天王寺2丁目の大半地域。
- 大阪市天王寺区 上本町6丁目のうち、上町筋以東・千日前通以南。
- 大阪市天王寺区 上本町7丁目・8丁目・9丁目のうち、上町筋以東。

卒業生は基本的に大阪市立夕陽丘中学校に進学する。

## 著名な出身者
- 小田実 - 作家
- 松島栄一 - 歴史学者
- 福留功男 - アナウンサー
- 湊崎紗夏 - アイドル。TWICEのメンバー

## 交通
- Osaka Metro谷町線 四天王寺前夕陽ヶ丘駅 東へ約500m。
- 大阪環状線 桃谷駅 西へ約900m。
- 近鉄大阪線 大阪上本町駅 南へ約900m。
- 大阪シティバス 上本町8丁目・上本町9丁目・天王寺区役所の各バス停。